# Weinstraße 47 (Deidesheim)
Das Anwesen Weinstraße 47 in der Landstadt Deidesheim (Rheinland-Pfalz) war früher ein Gasthaus, später ein Wohnhaus, das nach dem Denkmalschutzgesetz des Landes Rheinland-Pfalz als Kulturdenkmal eingestuft war. Es wurde um die Jahrtausendwende abgerissen.

## Geschichte
In dem Gebäude war seit ca. 1780 ein Gasthaus untergebracht, sein Name variierte leicht im Laufe der Zeit: es wurde Gasthaus zum Adler, Gasthaus zum goldenen Adler oder Gasthaus zum güldenen Adler genannt. Der erste namentlich genannte „Adlerwirt“ war Heinrich Häußling (1786–1843). 1844 wurde das Gasthaus samt Garten an das benachbarte Spital verkauft, das es – ohne den Garten – ein Jahr später weiterverkaufte. 1870 wurde ein Tanzsaal angebaut, in dem ab 1948 ein Kino betrieben wurde.
Nachdem die Gaststätte geschlossen worden war, wurde das Gebäude als Wohnhaus genutzt. Es wurde samt dem Anbau 1999/2000 abgerissen, obwohl es unter Denkmalschutz stand; in der Kerweredd des Jahres 2000 hieß es dazu:
Trotz Oordnung vum Amt: Die Fassad bleibt bestehe.
De Bauherr, der hot’s onnerscht g’sehe.
Net lang g’fackelt wurde do,
abgerisse hot mer’s äfach so.
Hochdeutsch:
Trotz Anordnung vom Amt: Die Fassade bleibt bestehen.
Der Bauherr, der hat es anders gesehen.
Nicht lange gefackelt wurde da,
abgerissen hat man es einfach so.

## Anwesen

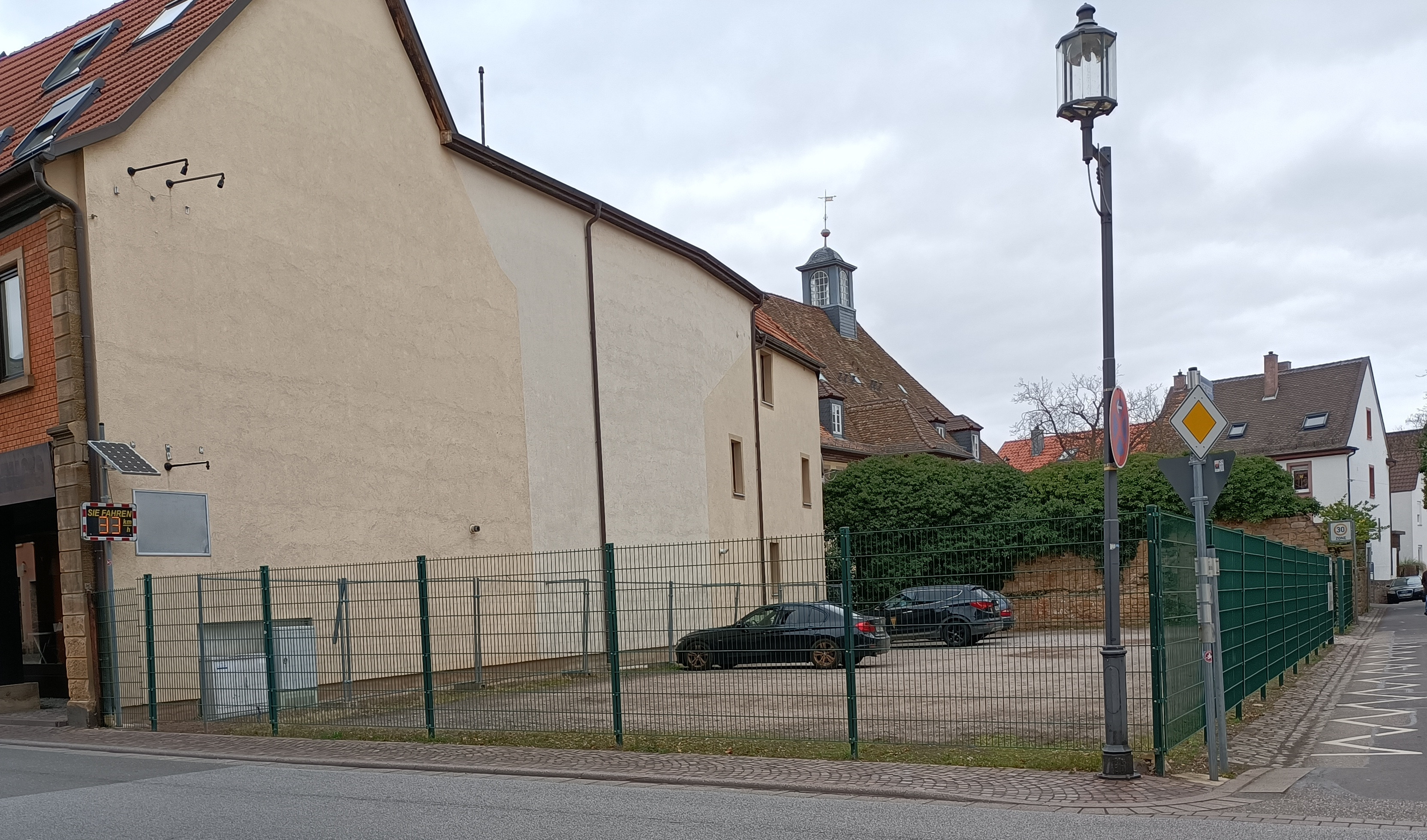
Heute ist anstelle des ehemaligen Gasthauses ein Parkplatz.

Das Anwesen stand an der Ecke Weinstraße/Wassergasse. Es handelte sich um einen zur Weinstraße hin traufständigen, zweigeschossigen Putzbau mit Satteldach, das zur Wassergasse hin einen Schopfwalm aufwies und mit Biberschwänzen gedeckt war; es war bis zum Abriss des Gebäudes noch größtenteils original. Die Schauseite zur Weinstraße hatte sechs scheitrechte Fenster mit Sandsteingewänden im ersten Obergeschoss und solcher drei im Erdgeschoss linker Hand der Eingangstür. Deren Türblatt wie auch das rechts daneben platzierte Schaufenster stammten aus dem Jahr 1868; in diesem Jahr wurde die Wassergasse angelegt, die südlich am Gebäude vorbeiführte. Eine Toreinfahrt, die vorher neben dem Gebäude stand, wurde dafür abgerissen.
Nach dem Abriss des Gebäudes wurde hier ein Parkplatz angelegt.